# Samuel Birch
Samuel Birch, född den 3 november 1813 i London, död där den 27 december 1885, var en engelsk språkforskare och arkeolog. 
Birch anställdes 1836 vid British Museum och blev 1861 konservator där. Åren 1846 och 1856 företog han på offentligt uppdrag resor till Italien i arkeologiskt syfte. 
Hans vetenskapliga verksamhet sträckte sig inte bara till grekiska, romerska och brittiska antikviteter, numismatik och etnografi, utan han utgav även kilinskrifter och översättningar från kinesiskan samt studerade grundligt och skarpsinnigt de egyptiska hieroglyferna (däribland Harris 1-papyrusen och Abbott-papyrusen). 
Vidare utgav han en ny upplaga av Wilkinsons Manners and customs of ancient egyptians (tre band, 1878) och The records of the past of egypt and assyrian monuments (12 band översatta texter, 1875–1880). Därtill kommer en mängd i facktidskrifter införda uppsatser i egyptologiska ämnen.